# Kanchanahalli, Nagamangala
Kanchanahalli là một làng thuộc tehsil Nagamangala, huyện Mandya, bang Karnataka, Ấn Độ.